# 柱门 (板球)
柱门是板球运动中的一个术语，它有三个不同含义：
1. 三柱门的组成部分
2. 击球手出局的一种方式
3. 比赛结束（“淘汰出局”）

## 三柱门的组成部分
柱门是三跟垂直立着的三根木桩，顶上支撑着两根横木。柱门和横木通常都是木料制成，一起组成了球道两端的三柱门。每个三柱门的整体宽度大约是9英寸（22.9厘米）。
每根柱门长28英寸（71.1厘米），最大直径1.5英寸（3.81厘米），最小直径1.375英寸（3.49厘米）。为了便于插入地面，木柱的一端有一个大尖钉，另一段有一个U形的“连穿凹槽”，便于横木的铺放。
每一根柱门都有一个特别的名称：
- 顶端柱门是指三柱门右侧的柱门（与击球手的板球拍同侧）。
- 中间柱门是位于中间的那根柱门，正对着三柱门。
- 腿侧柱门是位于三柱门一侧的柱门（与击球手的腿部同侧）。

这些名称都与击球手有关，因此一个右撇子的击球手的腿侧柱门就成了一个左撇子击球手击球时的顶端柱门。
在现在的职业赛中，这些柱门上面都印有赞助商的商标。尽管观众们可能因为坐得太远而看不见这些商标，但是在电视报道上，这些商标却显而易见。
在职业比赛中，往往一根或几根柱门都是空心的，内置一个微型摄像机。虽然是垂直对齐的，但却可以通过木柱一端的一个小窗口，用一个小镜片看到比赛。所谓的柱门摄像给比赛重放呈现了一个独特的视角，尤其是在击球手被击倒的时候。柱门摄像机首次运用于1992年的澳大利亚板球世界杯中，自此成功运用之后，便被广泛运用起来。

## 击球手出局的规则
在板球比赛中，一个击球手可能会由于以下情况而被淘汰出局：
- 当捕手击倒了三柱门时，如果击球手是：
  - 出界（因为他在球道移动时超出了击球线，通常是为了想击中球所导致的）；且
  - 没有试图跑出。

“出界”是指击球员身体的任何部位或者他的球拍没有触到线后的地面，例如，不管在区域线后的位置上方,如果他的球拍稍微地从地板上抬起,，那么他可能就会被淘汰出局（如果球撞倒柱门）。外野手队员（比如捕手自己）必须裁判员来裁决三柱门。这种诉诸一般由外场裁判来裁决，因为他的位置可以在最佳视角的情况下作出辅助判决。
球撞三柱门是击球手出局的继接杀、击杀、腿截球以及截杀之后的第五种最常见的出局方式，虽然在二十板球里看起来更为常见。这是由板球规则第39条规定的。通常被看作是，当一个中速或慢速的投球手投球的时候，捕手可能会利用快速投球手把球带到远离三柱门的地方而造成持球撞柱。这就要求捕手和投球手双方相互合作：投球手必须引诱击球手出界，然后捕手必须在击球手意识到自己失球出界时,即球拍或身体的任何部位位于超出击球线的地面,接住并击倒三柱门。如果在捕手在手持球的过程中，捕手撞到了任何一根柱门，击球手仍然被击败出局了。投球手奖得三柱门。击球手可能不会因为坏球而被淘汰出局，但却可能因偏球而被淘汰出局。
注意：
- “踩线”不是“出界”。
- 根据板球规则第28条，三柱门必须一定程度地击倒：可以用球也可以用持球的手或手臂。请注意，因为球本身可以符合规则地击倒三柱门，那么如果球仅仅是从捕手那边弹回来并击倒了三柱门，即使球没在他的控制下, 那么这样的淘汰出局也是有效的。
- 捕手必须在接到球之前让球穿过柱门，除非球先触碰到了球拍或者击球员。

## 当日赛的结束
柱门同样也用来指代当日赛的结束，比如，“裁判叫停”就意味着裁判宣布当天比赛结束。一轮比赛结束时，也就是，午餐或下午茶之前，裁判将拿走横木，当日赛结束时，裁判还将会拿走柱门